# Edward Romanowski

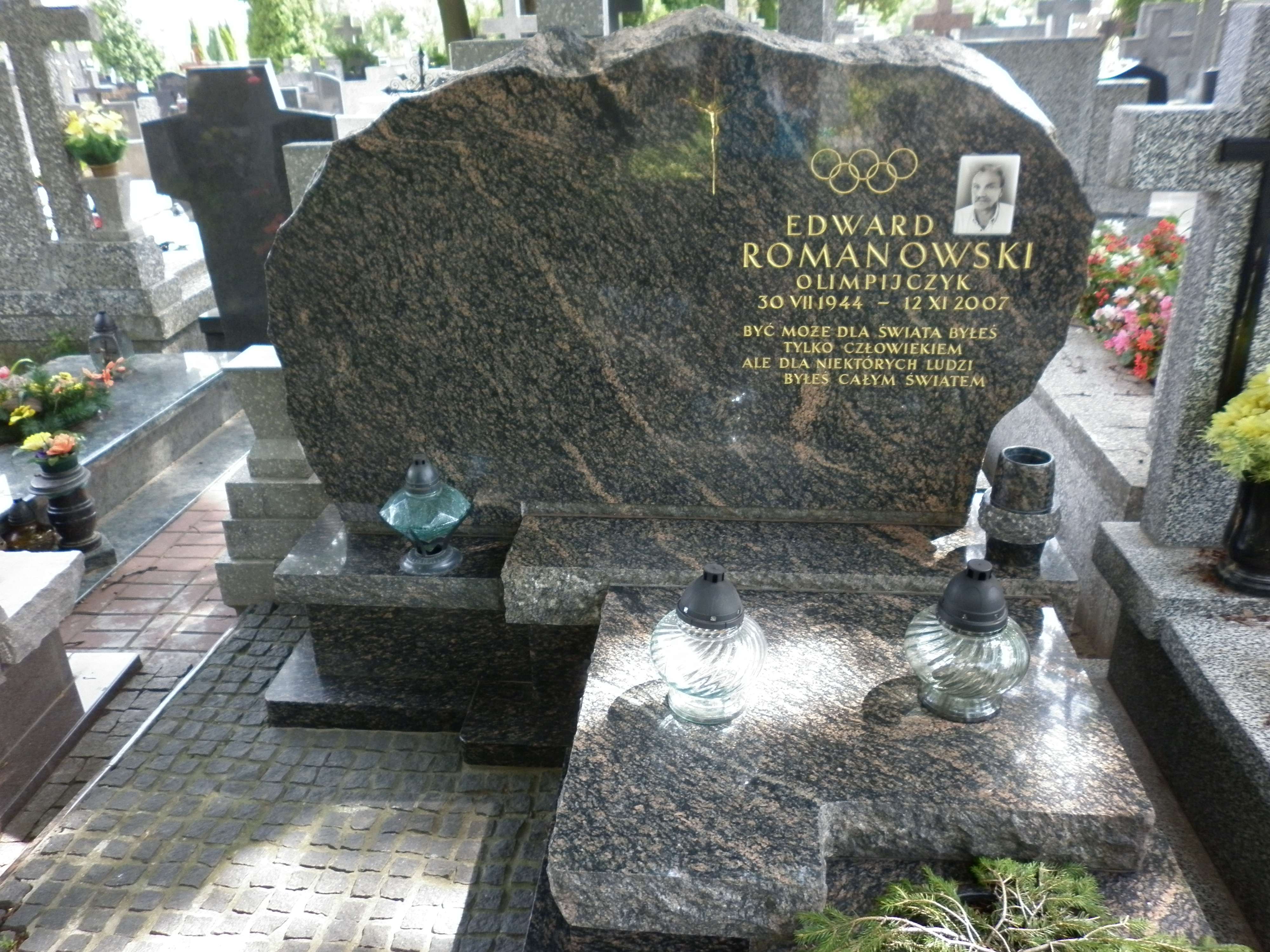

Edward Romanowski (ur. 30 lipca 1944 w Warszawie, zm. 12 listopada 2007 w Warszawie) – polski sprinter, rekordzista Europy w sztafecie 4 × 100 m, medalista halowych mistrzostw Europy w 1967, 23-krotny reprezentant Polski w meczach międzypaństwowych w latach 1965-1971, 10-krotny rekordzista i 15-krotny medalista mistrzostw Polski.
Był wychowankiem LO im. Jana Zamoyskiego w Warszawie, oraz absolwentem Wydziału Mechaniki Precyzyjnej Politechniki Warszawskiej z 1973, gdzie uzyskał tytuł magistra inżyniera w specjalizacji – przyrządy optyczne. Pracownik warszawskich Zakładów Radiowych RAWAR. W latach 1962–1972 zawodnik warszawskiej Legii, wychowanek trenera, Gerarda Macha.
7 sierpnia 1965, wraz z Andrzejem Zielińskim, Wiesławem Maniakiem i Marianem Dudziakiem, pobił rekord Europy w sztafecie 4 × 100 m. Był finalistą Uniwersjady w Budapeszcie w 1965.
Został pochowany na cmentarzu przy ul. Renety w Warszawie.

## Przebieg kariery sportowej
- Udział w Letnich Igrzyskach Olimpijskich w Meksyku w 1968 r.:
  - Sztafeta 4 × 100 m – 8 m. w finale (39,22 s., w składzie: Dudziak, Maniak i Nowosz)
  - 200 m – 6 m. w półfinale z czasem 20,7 s. (20,80 s. - pomiar elektroniczny)[1]
- Finalista mistrzostw Europy :
  - Mistrzostwa Europy w Budapeszcie w 1966 r. - 200 m – odpadł w przedbiegu
  - Mistrzostwa Europy w Atenach w 1969 r. – 4 × 100 m – 4 m. w finale
- Medalista Europejskich Igrzysk Halowych w latach :
  - 1967 r., w Pradze - sztafeta 4 × 2 okrążenia
  - 1969 r., w Belgradzie - sztafeta 4+3+2+1 okrążenia
- Uczestnictwo w Pucharze Europy: 
  - Stuttgart w 1965 r. (4 × 100 m)
  - Kijów w 1967 r. (4 × 100 m)
  - Sztokholm w 1970 r. (4 × 100 m)
- Rekordy Polski:
  - 200 m (16 września 1968, Meksyk)
  - 4 × 100 m reprezentacja (dwukrotnie)
  - 4 × 100 m klub (pięciokrotnie)
  - sztafeta olimpijska reprezentacja
  - sztafeta olimpijska klubowa
- Tytuł Mistrza Polski :
  - 1968 – 200 m
  - 1963-1970 - 4 × 100 m
- Tytuł Wicemistrza Polski :
  - 1967 – 100 m
  - 1965 – 200 m
- Brązowy medalista mistrzostw Polski:
  - 1965 – 100 m
  - 1967 i 1969 – 200 m
  - 1962 - 4 × 100 m

## Odznaczenia
- Złoty Medal „Za Wybitne Osiągnięcia Sportowe”